# Herb powiatu mińskiego
Herb powiatu mińskiego – jeden z symboli powiatu mińskiego, ustanowiony 26 marca 2002.

## Wygląd i symbolika
Herb przedstawia na tarczy dwudzielnej w słup w polu lewym błękitny złotą ośmioramienną gwiazdę nad złotym półksiężycem (godło z herbu Leliwa oraz z herbu Mińska Mazowieckiego), a w polu prawym czerwonym srebrnego orła niekoronowanego ze złotą przepaską na skrzydłach, z takimż dziobem, szponami oraz pierścieniem na ogonie (symbol województwa mazowieckiego). 